# Кюллёнен, Йенс
Йе́нс Кю́ллёнен (фин. Jens Kyllönen; род. 9 июля 1989, Финляндия) — финский профессиональный игрок в покер. В интернете известен под никнеймами: Jeans89 на PokerStars и Ingenious89 на Full Tilt Poker.
По версии HighstakesDB занимает 7-ю позицию с общим выигрышем в $4 420 069
В феврале 2009 года выиграл этап крупнейшего покерного турнира Европы European Poker Tour, проходившего в Копенгагене. За эту победу он получил 900 тысяч евро.
В 2016 году, в рамках турнира «Омаха», начальная ставка на котором составляла 25 тысяч долларов, победил в финале неофициального чемпионата мира по покеру WSOP (World Series of Poker) американца Томми Ли, выиграв 1,12 миллиона долларов.